# أندرو جونسون (مهندس معماري)
أندرو جونسون (بالإنجليزية: Andrew Johnson)‏ هو مهندس معماري أمريكي، ولد في 18 فبراير 1844، وتوفي في 29 يوليو 1921.